# Sou de Villar
Pour les articles homonymes, voir Sou (homonymie).
Le sou de Villar (ou Le sou) est un cours d'eau français qui coule dans le département de l'Aude, en région Occitanie, il est un des affluents de l'Orbieu, donc un sous-affluent de l'Aude.

## Son cours
Il prend source sur la commune de Villar-en-Val, à environ 1,7 km à l'ouest du village, au pied du flanc nord du mont Fuseau ; et conflue avec l'Orbieu à Lagrasse.
La longueur de son cours est de 21 km

## Communes traversées
Le Sou coule uniquement dans le département de l'Aude. D'amont en aval, il traverse les communes suivantes :
- Canton de la Montagne d'Alaric
  - Villar-en-Val
  - Labastide-en-Val
  - Villetritouls
  - Taurize
  - Serviès-en-Val
  - Rieux-en-Val
- Canton des Corbières
  - Lagrasse

## Affluents

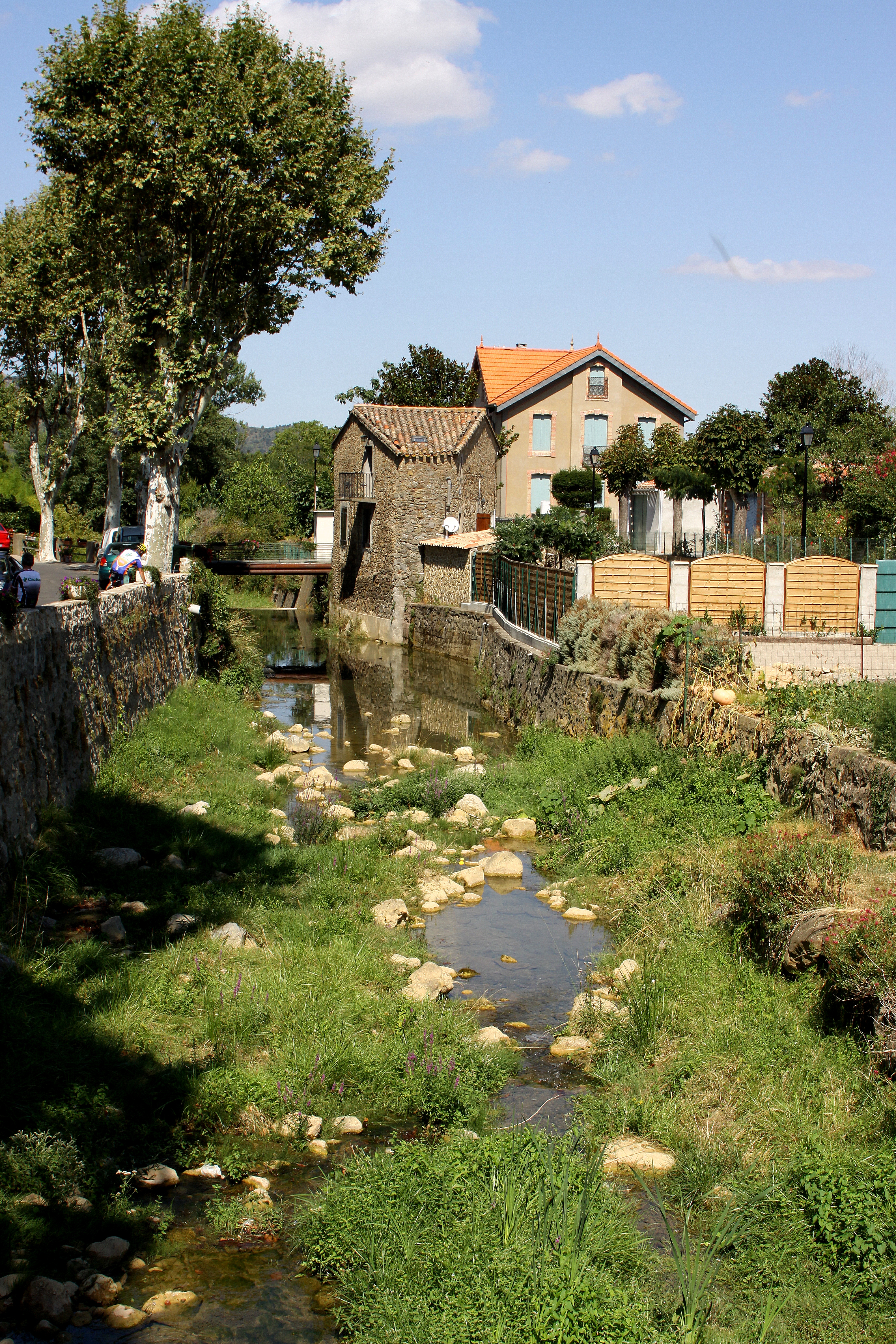
Le ruisseau de Labastide
à Labastide-en-Val.

Le Sou a onze affluents référencés, avec d'amont en aval :

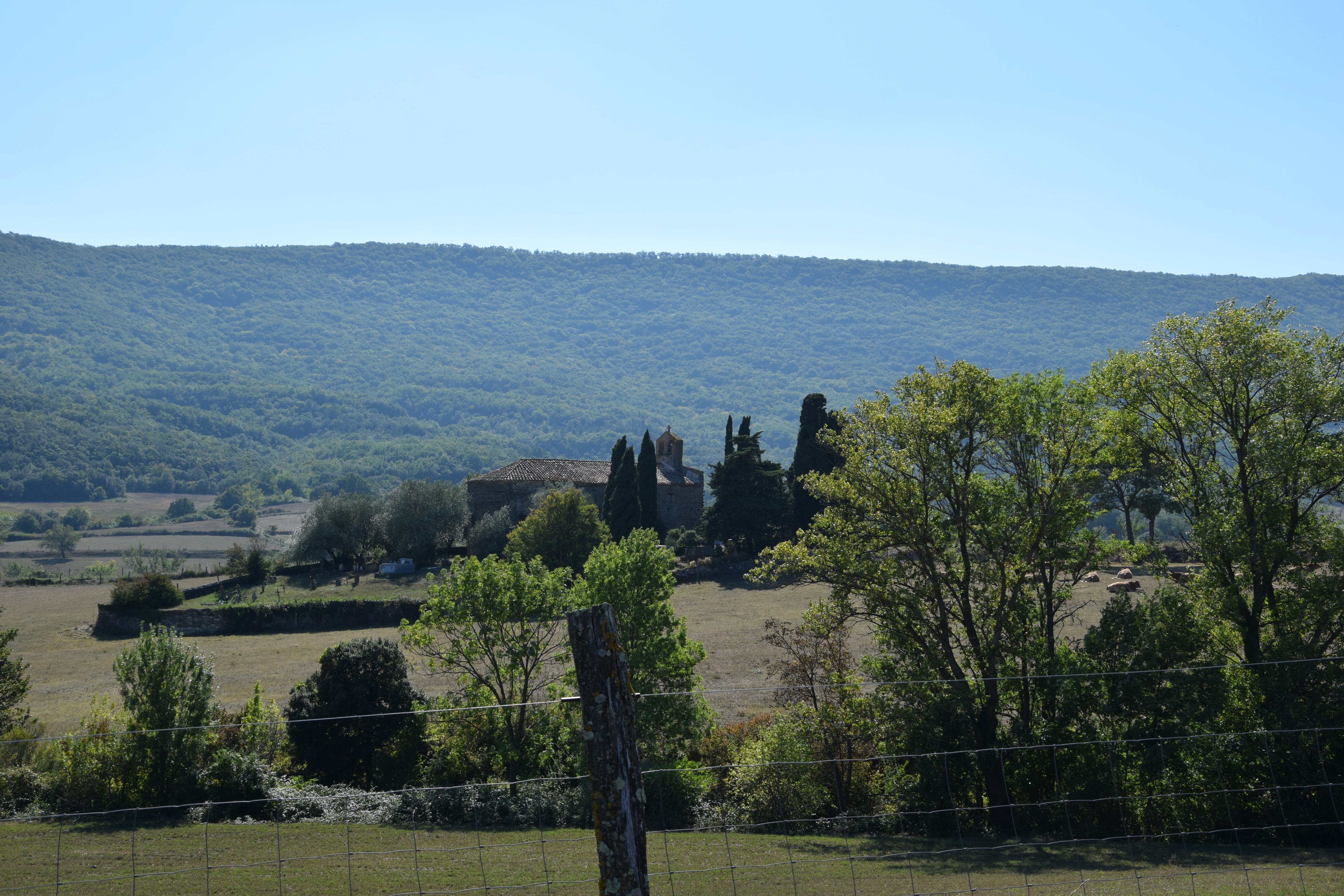
Ruisseau des Agals à Villar-en-Val.

| Cours d'eau (rive gauche (g) ou droite (d)) | Long.   | Source               | Confluence       | Affluent                                                                                       |
| Ruisseau de Montsec (g)                     | 2,43 km | Villar-en-Val        | Villar-en-Val    |                                                                                                |
| Ruisseau des Agals (g)                      | 2,53 km | Villar-en-Val        | Villar-en-Val    |                                                                                                |
| Ruisseau de Labastide (d)                   | 6,46 km | Clermont-sur-Lauquet | Labastide-en-Val | Ruisseau de Richard (4,52 km)                                                                  |
| Ruisseau des Trébet (g)                     | 2,6 km  | Labastide-en-Val     | Villetritouls    |                                                                                                |
| Ruisseau des Lanes (g)                      | 5,84 km | Arquettes-en-Val     | Serviès-en-Val   |                                                                                                |
| Ruisseau de Taurize (d)                     | 6,57 km | Mayronnes            | Rieux-en-Val     |                                                                                                |
| Ruisseau de la Close (d)                    | 2,82 km | Taurize              | Rieux-en-Val     |                                                                                                |
| Ruisseau de Bouzoline (d)                   | 2,17 km | Caunettes-en-Val     | Rieux-en-Val     |                                                                                                |
| Ruisseau des Garrigots (d)                  | 1,94 km | Caunettes-en-Val     | Rieux-en-Val     | Ruisseau de Bonore (1,07 km)                                                                   |
| Ruisseau de Domneuve (g)                    | 6,14 km | Val-de-Dagne         | Lagrasse         | Ruisseau de la Jonquière (4,74 km) Ruisseau des Lys (3,65 km) Ruisseau des Conillères (2,6 km) |
| Ruisseau de la Ville (g)                    | 2.12 km | Val-de-Dagne         | Lagrasse         |                                                                                                |